# Kirche Pehsken

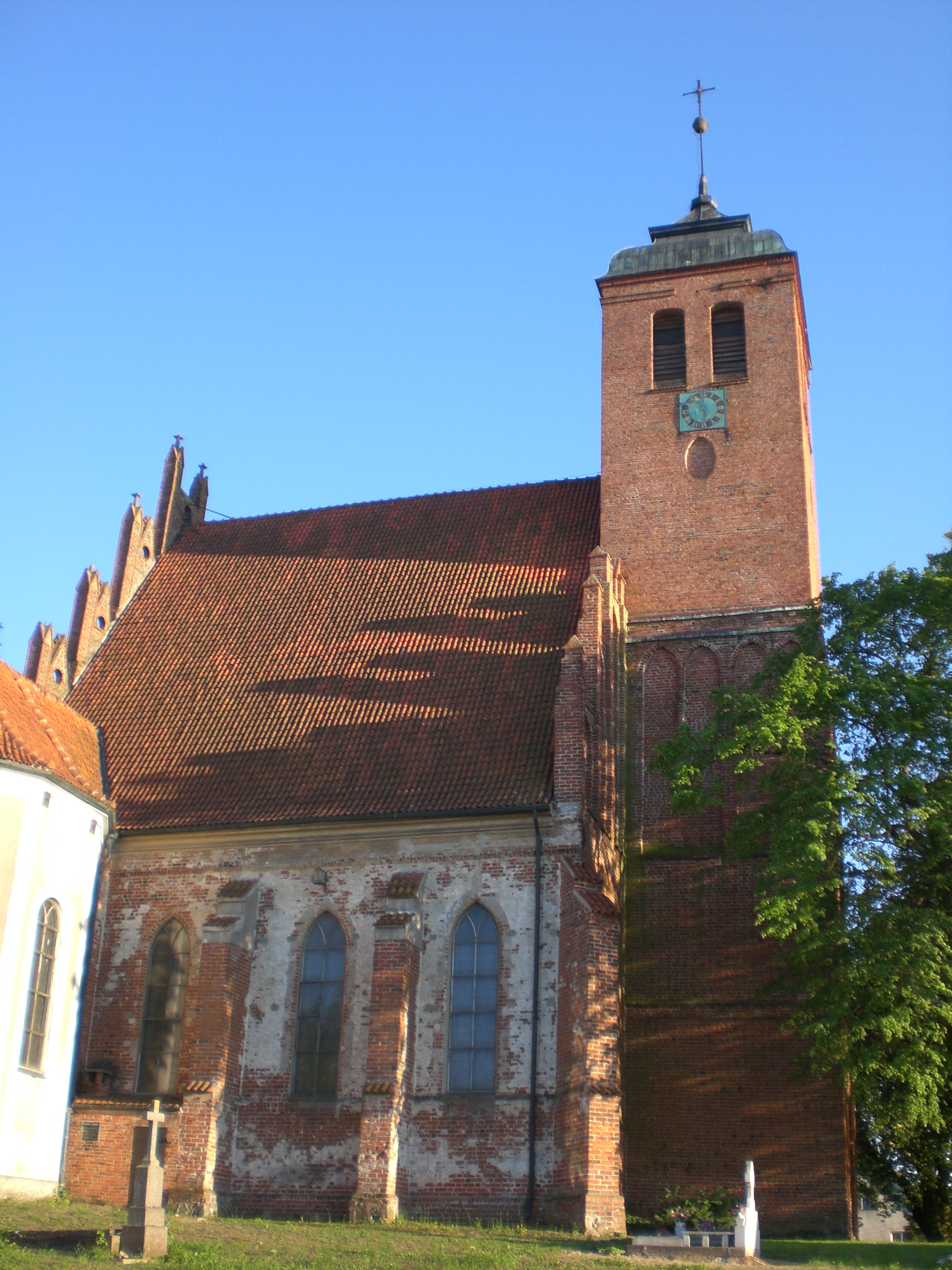
Kirche Pehsken

St. Maria Pehsken (polnisch Kościół Narodzenia Najświętszej Maryi Panny) ist ein Zeugnis der Kirchenarchitektur des Deutschordensstaats im polnischen Piaseczno bei Gniew (Mewe), im historischen Westpreußen.

## Geschichte
Der Chor wurde 1348 errichtet, wovon eine deutsche Inschrift Im Inneren zeugt. Hochmeister
Winrich von Kniprode verlieh die Pfarrei 1353 an das Nonnenkloster in Kulm.
Im Rahmen des Konflikts zwischen dem Deutschen Orden und Polen fanden 1455 bei Pehsken Verhandlungen statt. In den schwedisch-polnischen Kriegen 1655–60 wurde die Kirche zerstört. Eine Inschrift weist auf Erneuerung der Kirche durch Bertel Ranisch aus Danzig 1676 hin. Die Seitenkapellen und die Turmhaube stammen von 1748. Ebenfalls im 18. Jahrhundert wurde die Vorhalle der Kirche erbaut.

## Baumerkmale
Die Kirche ist reicher gestaltet als andere Dorfkirchen und ähnelt in ihrer Grundform den Pfarrkirchen kleinerer westpreußischer Orte: Ein vierjochiges Langhaus mit drei nahezu gleichhohen Schiffen. Ursprünglich hatte die Kirche nur ein Schiff mit der Breite des Chors. Später wurde das Langhaus aber als Halle mit Seitenschiffen verbreitert. Der Chor ist polygonal geschlossen und im Westen besteht ein Turm.
Quer zum Langhaus schließen sich zwei Kapellen und eine Vorhalle an. Der Chor trägt ein Sterngewölbe aus der ersten Hälfte des 14. Jahrhunderts. Die Gewölbe im Langhaus sind vierzackige Sterne, in den Seitenschiffen dagegen einfache Kreuzgewölbe und deuten wegen ihrer Konstruktion und Gestaltung auf eine spätere Bauzeit als der Chor hin. Das Wappen von König Johann III. Sobieski deutet hier auf eine Bauzeit im 18. Jahrhundert hin. Alle Grate sind mit Rundstab besetzt, und reich mit Blattwerk verziert. Auch Rosetten und Konsolen sind mit Blattwerk verziert.
Die Turmhalle ist mit Zellengewölbe überdeckt. Im Äußeren bildet ein hoher, neunteilig gegliederter Zwischengiebel ein hervorragendes Baumerkmal, das demjenigen der Kirche in Mewe ähnelt.